# Shreddies

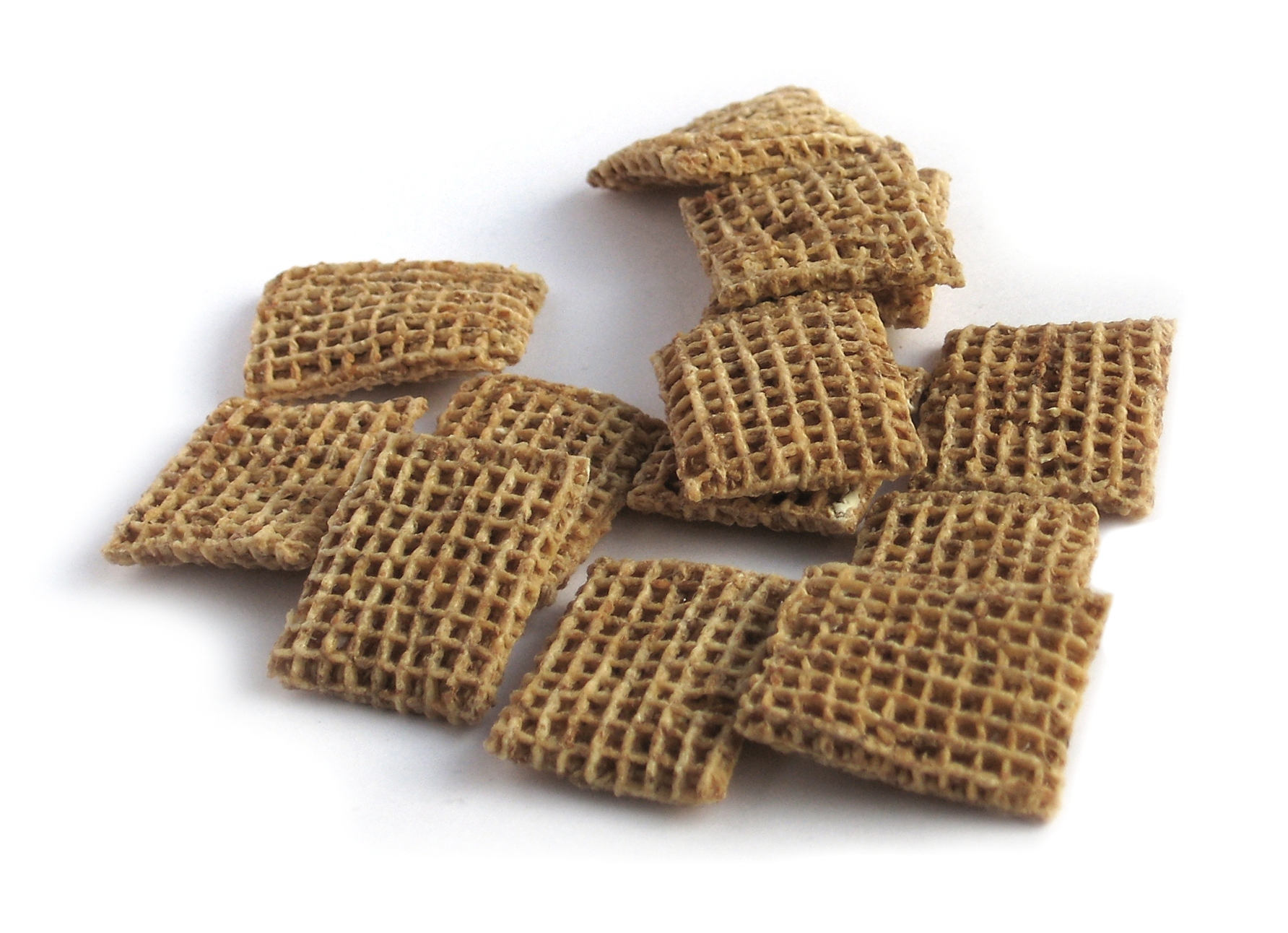
Cereal Shreddies

Shreddies es una marca de cereal de desayuno que se comercializa en Nueva Zelanda, Canadá e Inglaterra.

## Manufactura
En el Reino Unido, el cereal fue primero producido por la antigua división inglesa de Nabisco, pero ahora es producido por Cereal Partners bajo la marca Nestlé en Welwyn Garden City. La fábrica abrió en 1926, y comenzó a hacer Shreddies en 1953. El lugar fue brevemente propiedad de Rank Hovis McDougall en 1988, quien lo vendió a Cereal Partners en 1990. La sede de Nestlé en Staverton comenzó a hacer Shreddies en 1998, y allí se mudó la producción en 2007.
En Canadá, la producción comenzó en 1939 en Lewis Avenue, Niagara Falls, Ontario. Los Shreddies comenzaron a ser producidos bajo la marca Nabisco hasta que la marca canadiense fue comprada en 1993 por Post Cereals, que en 1995 se convirtió en Kraft General Foods que vendió Post a Ralcorp en 2008 y ahora es Post Foods Canada Corp., una unidad de Post Holdings.
El cereal es publicitado con el símbolo grano entero, como parte de la campaña de marketing que enfatiza el carácter saludable del cereal. El trigo para Shreddies es cosechado de más de 500 granjas diferentes en el Reino Unido.
Versiones azucaradas, de chocolate y con sabor a miel están disponibles en el Reino Unido bajo los nombres Frosted Shreddies, Coco Shreddies y Honey Shreddies, y una versión con sabor a naranja de las Coco Shreddies también ha aparecido recientemente. El eslogan publicitario antiguo era: Keeps hunger locked up until lunch. El eslogan publicitario para las variantes Frosted y Coco Shreddies era: Too tasty for geeks.

## Sabores
- Shreddies
- Frosted Shreddies
- Coco Shreddies
- Honey Shreddies
- Coco Caramel Shreddies

## Publicidad

### Reino Unido
- Por muchos años en el Reino Unido las cajas de Shreddies mostraron a Tom y Jerry (de los dibujos animados), e incluían en el interior regalos relacionados con Tom y Jerry, como sets de stickers que brillan en la oscuridad, y libros con juegos.

- Recientemente Shreddies tuvo un spot relevisivo removido por la ASA, debido a que incluía una comparación injusta entre niños de escuela que comían Shreddies y niños que no comían desayuno.[2]

### Canadá
- En Canadá el cereal ha sido conocido por muchos años por su tema musical jingle, "Good Good Whole-Wheat Shreddies". Las mascotas del cereal en Canadá fueron Freddie y Eddie, dos piezas de cereal antropomorfas, pero sin piernas. Alrededor de 1993, su apariencia cambió para tener gorra de baseball, piernas y cabello. Durante la década del '90, los personajes desaparecieron de toda la publicidad y el packaging. El cereal es ahora publicitado como "adulto".

- En enero de 2008, la empresa comenzó una nueva campaña publicitaria para el nuevo "Diamond Shreddies". La reacción de los consumidores fue un aumento estadísticamente importante de las ventas, de acuerdo a los reportes.[3] The campaign won the 2008 Grand Clio Award for Integrated (i.e. multiple media) Campaign.[4]